# シ・ズ・ル
『シ・ズ・ル』は、2006年から2009年まで関西テレビで春の改編期に放送されていたドキュメンタリー番組シリーズ。

## 概要
企業のCM制作や商品開発の現場に密着取材していた特別番組。2008年放送版では、開発途中の『戦場のヴァルキュリア』（セガ）の映像が公開された。

## タイトル一覧
シ・ズ・ル〜CMの裏側〜
2006年2月26日（日曜） 24:15 - 25:15に放送。
シ・ズ・ル〜広告から見えたブランド戦略〜
2007年3月4日（日曜） 24:15 - 25:15に放送。
シ・ズ・ル〜企業を支えるキーパーソンたち〜
2008年3月9日（日曜） 24:25 - 25:25、「100%協働契約栽培の男たち」「ケータイの最前線から若者をつなげ」「戦場ドラマを生み出したゲーム開発の舞台裏」の3本のドキュメンタリーを放送。
シ・ズ・ル〜新CMが生まれた日〜
2009年3月31日（火曜） 24:35 - 25:29に放送。

## 出演者
- 松永かなみ
- 岩塚諒司
- 清浦夏実
- 菅野吏紗

## ナレーター
- 村田晴郎
- 丸尾知子

## スタッフ
- 撮影：川口宏樹、伊藤佑、江藤恭真、田嶋新悟
- CA：岩瀬靖夫、古本春樹
- VE：日高朋弘、野田雄一
- 照明：高橋みづき
- 照明助手：塙秀彦、相崎好治
- 編集：楠田惣彦、佐藤知子
- MA：渡辺和也
- 音効：井上尚昭
- 美術：津留啓亮
- 技術協力：J-crew、AJAPRO、阿伝、TSP、アンサーズ
- 美術協力：フジアール
- AD：吉行良介、馬込伸吾
- 構成：生江晴子
- ディレクター：小谷英明、荒井順平
- 演出：対馬毅
- プロデューサー：小寺健太（KTV）、池上かおる
- 制作：関西テレビ、PMC